# Riera de la Beurada

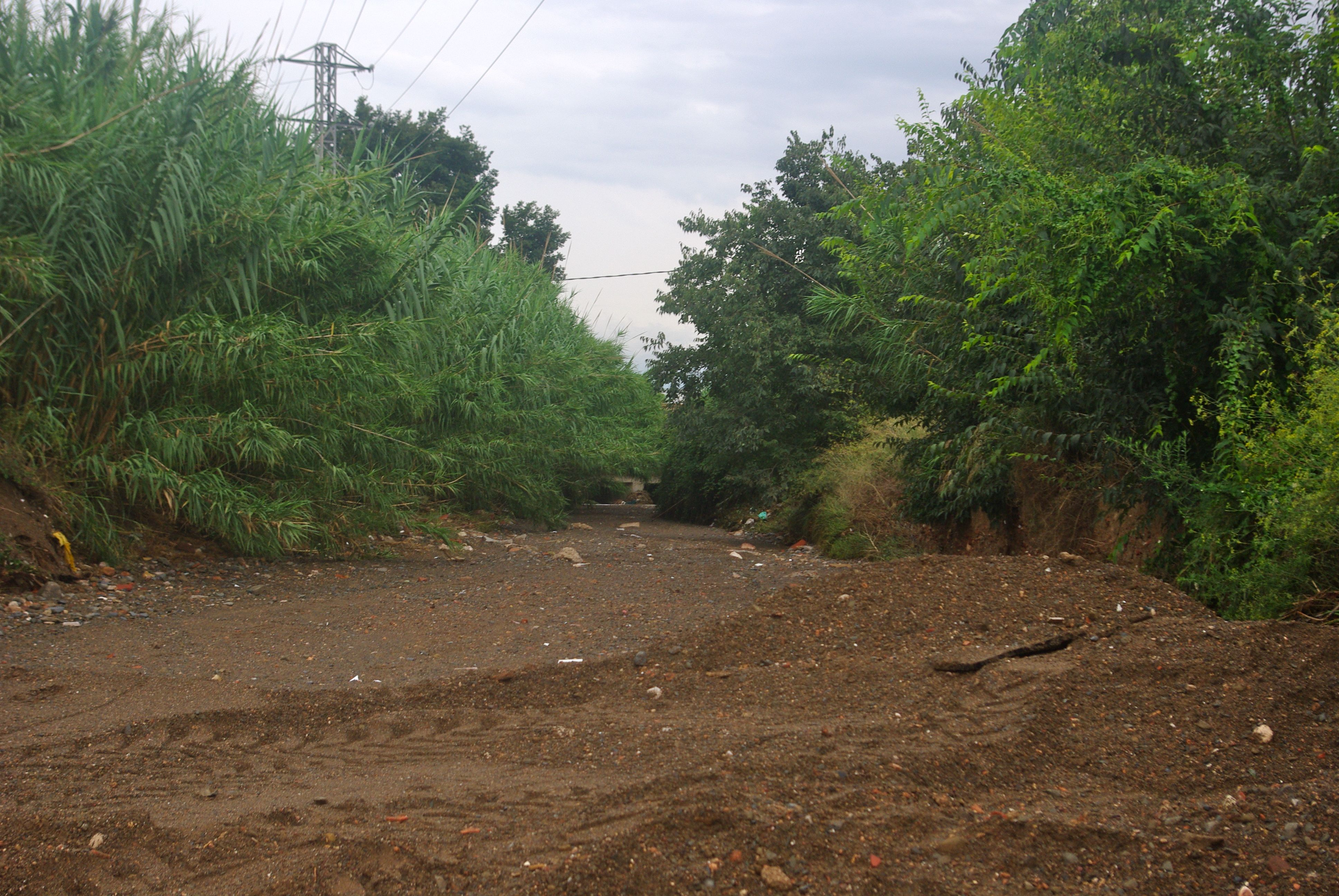
Riera de la Beurada, vora el Camí del Mas de la Sena, al terme de Reus

La Riera de la Beurada (en realitat l'Abeurada, però a la documentació històrica sempre s'escriu així), és un curs fluvial del terme de Reus. És la continuació de la Riera de la Vidaleta, a partir del Barranc dels Cinc Ponts en avall, després d'haver-se-li fet reunir, artificialment, el 1848, la Riera de Castellvell, a través del barranc dels Gossos. Passa pel cantó est de la ciutat i se l'anomena successivament del Petroli i del Boix, però aquestes dues últimes denominacions es troben en retrocés. Es va anomenar la «riera del Petroli» perquè a la vora, al camí de Valls, s'hi havia instal·lat la companyia La Pensilvània, una refineria d'olis minerals fundada per Joan Vilella Llauradó, que, una vegada obtingut el querosè, i aprofitat una part dels residus que en resultaven, abocava a la riera la resta del material no processat, molt gran en volum.
S'ajunta amb la Riera del Molinet sota la carretera de Tarragona, després de recórrer uns quatre quilòmetres.
Passa a la vora d'alguns masos importants, com el Mas de La Llebre, el Mas del Senan, i més avall pels barris del Mas de l'Abelló i Mas de Pellicer.